# Мосальский, Пётр Тимофеевич
Пётр Тимофеевич Мосальский (ум. до 1561) — князь, державец стоклишский, сомилишский и любошанский. 
Сын князя Тимофея Владимировича Мосальского и Духны (Анна) Семёновны Сапеги. 

## Биография
В 1505 году вместе с братьями и матерью получил подтвердительную королевскую грамоту на владение имением Друи. С 1512 года получил во владение имения: Бронниково, Ршаново, Коптево, Мочулово и Онцыпятово Смоленского уезда, вблизи его имения Злобина. 
С 1518 года являлся державцем Стоклишского староства, заложенного ему королём Сигизмундом I за 1060 коп грошей. В том же году на него была подана жалоба боярином Андреем Чижевичем за учинённые грабежи и насилие в имениях его жены в Конаях.
В 1523 году поделился имениями с матерью и братьями Юрием и Иваном. В 1524 году купил имение Ищолно. В 1526 году получил в пожизненное владение Любошанскую волость Виленского воеводства на правах державца.

## Семья
Первым браком был женат на Духне Матвеевне Головчинской (ум. до 1524), дочери князя Матвея Никитича Головчинского. Получила в приданое имение Стругу и Стоятычи.
Вторым браком был женат на Елене Андреевне Сангушко, дочери князя Андрея Александровича Сангушко.
Дети:
- Иван (ум. после 1561)— гродненский земский судья
- Андрей (ум. после 1569) — ротмистр конной роты